# Сеничар, Лидия
 Лидия Сеничар (серб. Лидија (Лазовић) Сеничар, родилась в Белграде, 19 октября 1973 года) — сербская историк искусств, куратор, селектор и культурный деятель.
Является редактором художественных программ Детского культурного центра Белград, где она также организует Международный художественный конкурс «Радость Европы» Является автором проектов «Исследовательский архив детского творчества», «Взросление» и других.

## Биография

### Образование
В Белграде Л. Сеничар окончила начальную школу и Двенадцатую Белградскую гимназию, культурно-лингвистическую, по направлению - инокорреспондент сотрудник. Окончила в 1999 году факультет истории искусств на Факультете философии, Белградского университета, на Кафедры для национальную историю искусств нового века, с темой «Коронация Богородицы как иконографическая тема в искусстве сербского барокко», за который получила высокую оценку.
В организации Министерства культуры РС, участвовала в семинарах Музеологии. Получила звание куратора в 2006 году.

### Карьера
Сеничар писала о сцене современного искусства в Белграде в редакции газеты «Экспресс политика» (серб. Експрес политика), 2001–2002 гг. В 2004 году работала в художественной группе ФИА координатором посещения музеев и соорганизатором проекта „Публикум календар 2005 Феноман: karlssonwilker”.
В 2005 году работала куратором-стажером в Музее прикладного искусства в Белграде, в Отделе по связям с общественностью и сотрудником Отдела образования.
Совместно с кураторами из белградских музеев - Народный музей, Этнографический музей, Музей естествознания в Белграде, Музей истории Югославии… - основан 2006 г. ‚ "Центр - ЦЕНТР", некоммерческая общественная организация, занимающаяся распространением культурного контента для людей с ограниченными возможностями и представлением их творчества с целью сделать культуру доступной для всех. Многие известные мастерские и выставки были реализованы.
Работает в Детском культурном центре Белград от 2010 г. в качестве главного редактора Галереи, где разрабатывает и реализует выставочную и образовательную программу Галереи (около 25 выставок в год), продвигая художественное творчество детей и привнося искусство детям и молодежи. С 2012 года является редактором художественных программ Детского культурного центра Белград.
В её редакторскую деятельность входят такие проекты, как Международный художественный конкурс "Радость Европы"; «Миры и герои» - посвящены сербскому кукольному театру и детскому театру; «Твой волшебный мир» с Институтом Гёте; Конкурс имени Богомила Карлавриса за выдающиеся результаты и особый вклад в области художественного образования и воспитания детей и молодежи; «Мудрость чувств - детское искусство», выставка студентов Факультета изящных искусств, Белградского университета и Факультета прикладного искусства и дизайна в рамках предмета «Методика  изобразительного воспитания и образования» (Методическая практика в дошкольных, начальных и средних школах) школы - профессионально-технические училища, гимназии и художественные училища, школы для детей с ограниченными возможностями, дома для детей без попечения родителей; Традиционные панно «Педагогика изобразительного искусства - актуальные проблемы, дилеммы и перспективы»; проект "Лего - современная игрушка" и др.
Сеничар является рецензентом учебников изобразительного искусства для пятого и шестого классов начальной школы в издательстве «Клет». Является сотрудником Музея прикладного искусства в Белграде в рамках Детского октябрьского салона.

### Авторские проекты (выбор)
- «Взросление», проект по мониторингу художественных ощущений взрослых и людей с художественным образованием с раннего возраста, исходя из принципа, что визуальная культура на ранней стадии необходима для формирования личности (с 2011 года; одна выставка и встреча ежегодно)[4][5]
- Международный конкурс комиксов (от 2011 г.; ежегодно)
- Архив исследований детского творчества (2015 г.);
- «От древнего храма к человеку новой индивидуальности - история цивилизации через визуальный словарь современной эпохи» (2016 г.)

## Рекомендации
1. ↑  Лидия Сеничар, биография Архивная копия от 19 марта 2020 на Wayback Machine, „Проект Растко”
2. ↑  Радость Европы Архивная копия от 25 февраля 2020 на Wayback Machine, официальная страница на сайте Детского культурного центра
3. ↑  .„Сила детского художественного выраза” Архивная копия от 19 марта 2020 на Wayback Machine, Политика, Белград, 4. 10. 2017.
4. ↑  Чирич, Соня. Свако дете је уметник, Время, Белград, но. 1317, 31-е марта 2016 г.
5. ↑  Миркович, М. „Первые рисунки стенах” Архивная копия от 19 марта 2020 на Wayback Machine, Вечерње новости, 1-е марта 2016  г.

## Внешние ссылки
- Детский культурный центр Белград, официальный сайт